# Tatyanaite
La tatyanaite è un minerale descritto nel 2000 in base ad una scoperta avvenuta nel giacimento di Oktyabr'sky nei pressi di Noril'sk in Siberia, Russia ed approvato dall'IMA.
La tatyanaite è isostrutturale con la taimyrite I con la quale forma una serie della quale costituisce il termine con più platino che palladio.

## Etimologia
Il nome è stato attribuito in onore della mineralogista russa Tatyana L. Evstigneeva (1945- ), in riconoscimento dei suoi lavori sui minerali del gruppo del platino e per gli approfonditi studi dei giacimenti di Noril'sk..

## Morfologia
La tatyanaite è stata trovata nella zona centrale di grani allungati lunghi fino ad un centimetro ed in aggregrati di granuli irregolari o piatti.

## Origine e giacitura
La tatyanaite è stata scoperta in minerali di solfuri associata con calcopirite, atokite-rustenburgite e leghe di oro ed argento.